# ワイングラス

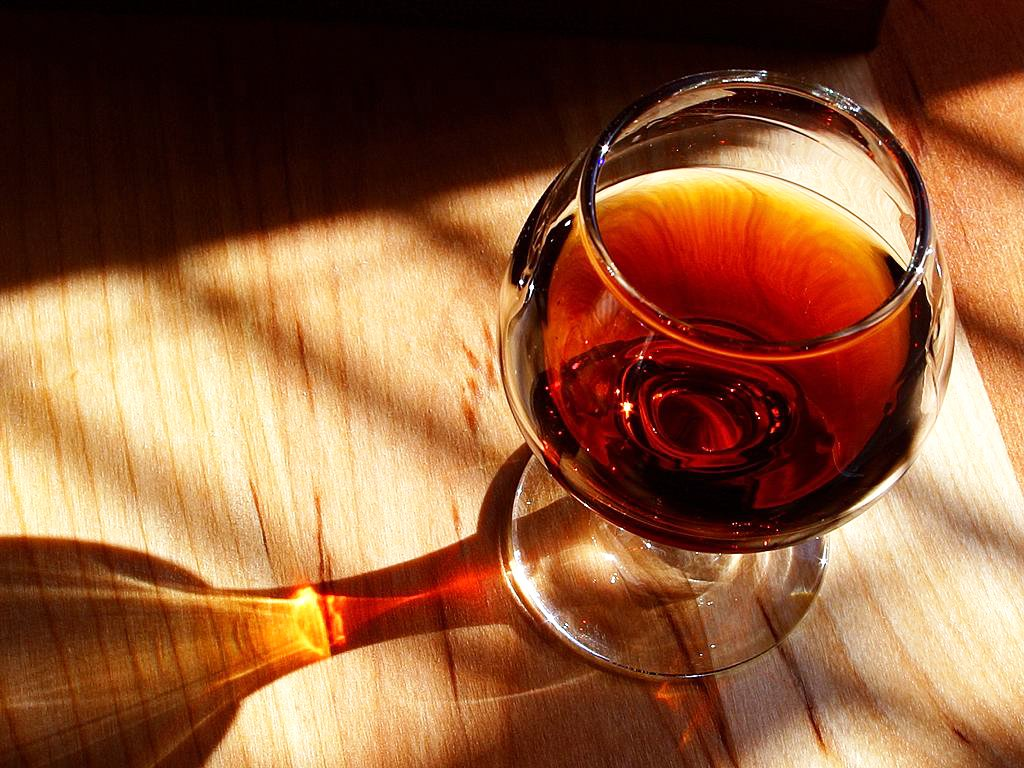
ワイングラスに注がれたポートワイン

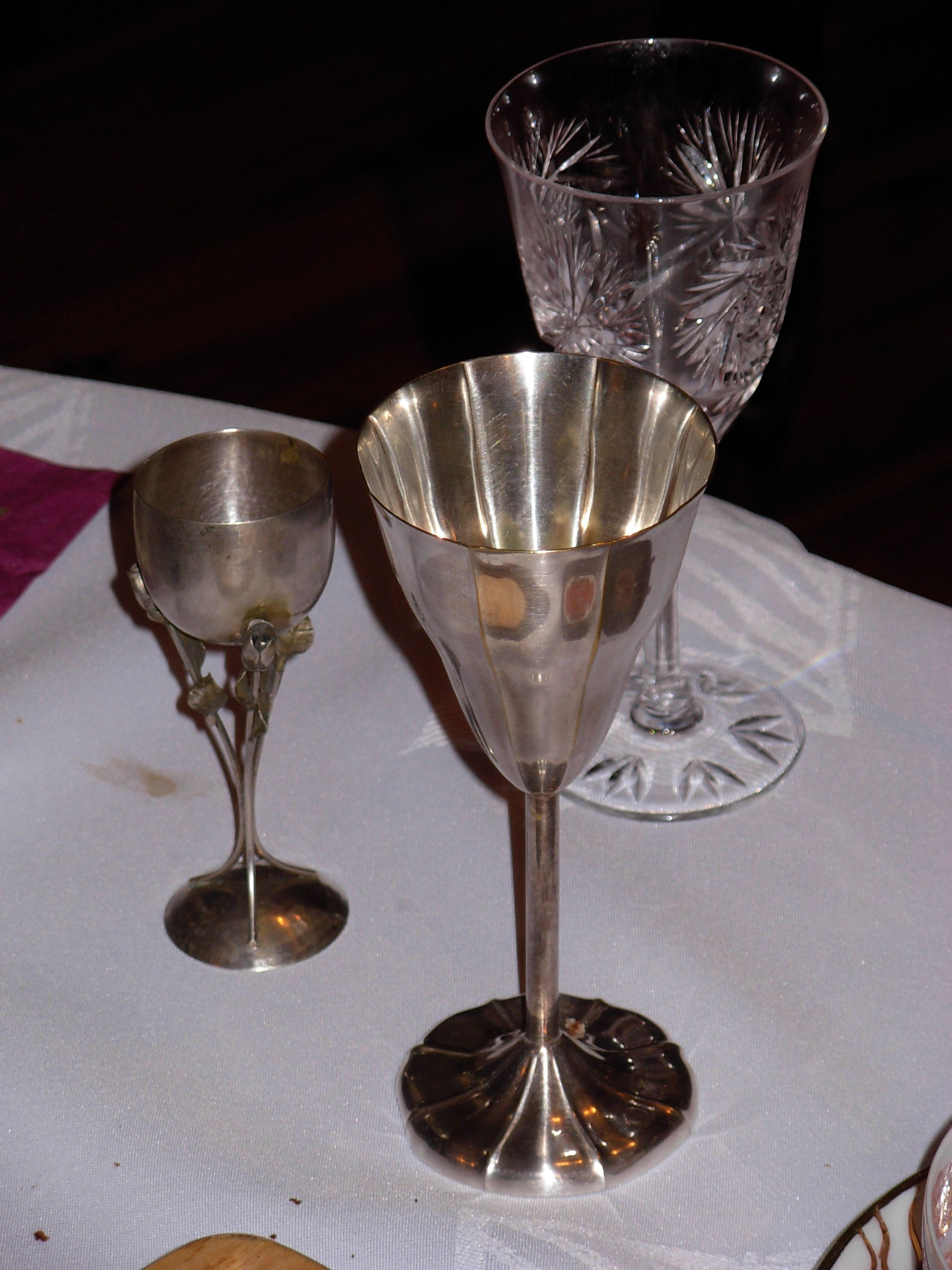
ガラス製と金属製のワイングラス

ワイングラス（wine glass）とは、ワイン用のグラスのことである。
ワインを注ぎ入れる丸い部分をボウルと呼ぶ。ボウルを支えるステム（脚）とプレート（台）は無いタイプもある。

## 概要
ワイングラスは、型を使って作られるものと手ふきで作られるものがある。一般的には手ふきのほうが薄く、高品質のものが多い。材質は、ソーダガラスやクリスタルなど多岐にわたる。食卓を飾るテーブルウェアとして、金銀の装飾やカットグラス（切子）の施されたワイングラスも多い。
ワイングラスのメーカーには、リーデル、シュピーゲラウ等がある（HOYAはクリスタル事業から撤退した）。
多くのワイン愛好家は、グラスはワインを味わう際に大切な意味を持つとしている。広口のワイングラスでは舌先にまずワインが触れ、細口（末広がり）のグラスでは舌の奥の方にワインが接触する。そのため、酸味が特徴のワインを細口（末広がり）のグラスで飲むと酸味ばかり強調され、苦味が特徴のワインを広口のグラスで飲むと苦味ばかりが強調されどちらも「くどい」味に感じられる。様々な生産地のワインの長所を味わい知るためには欠点を打ち消す仕方でワインとワイングラスを選定することが望ましい。
グラスの形状が味の感じ方へ与える影響は大きく、ある試飲会で一つのワインを別々の形状のグラスで出したところ、同一のワインだと気づかれなかった、という逸話もあるほどである。
ウェイターがワイングラスにワインを注ぐ際には、客の右肩側から注ぐことが一般的な常識となっている。1976年にはイギリスの高級クラブが客の左側からワインを注いだウェイターを解雇し、裁判沙汰になったことがある。

## 形状

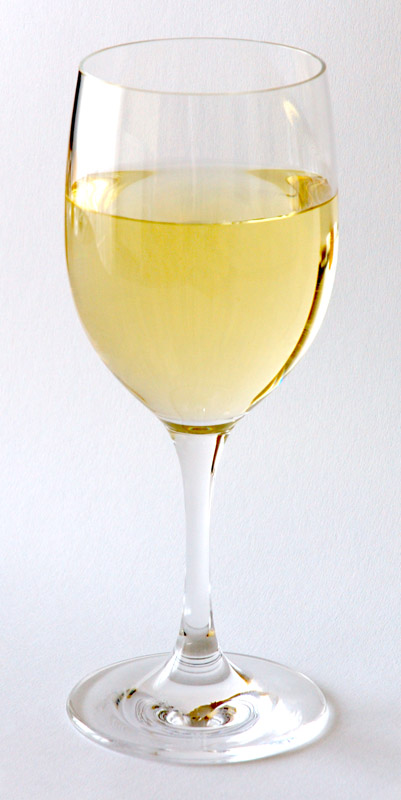
やや縦長のワイングラス

一般的にワイングラスは、丸い本体（ボウル）に脚（ステム）、台（プレート）からなっているものが多い。これは、ボウルの部分を直接手で握ると、体温で中身のワインが温まってしまい、味わいに影響が出るとされるためであった。そのため、台を親指と4本の指でつかむのが一番スマートで、脚を親指と人差し指で持つのが一般的な持ち方、ボウルを握るのは最も無粋とされてきた。
しかしボウルをつまんでもほとんど体温の影響が無いとする検証もあり、現在では脚のないグラスを販売しているメーカーも多い。
ボウルの形状は様々であるが、香りの鑑賞に適するように上部が少しすぼまっているものが多い。ぶどう品種により、香りの立ち方や味覚成分に違いがあるため、カベルネ・ソーヴィニヨンやメルローを使ったボルドーワイン用ではやや縦に長く、ピノ・ノワールによるブルゴーニュワイン用はまん丸に近い形になっている。このようにすることでワインが最初に舌のどの部分に触れるかを変化させる工夫がなされている。

## 歴史

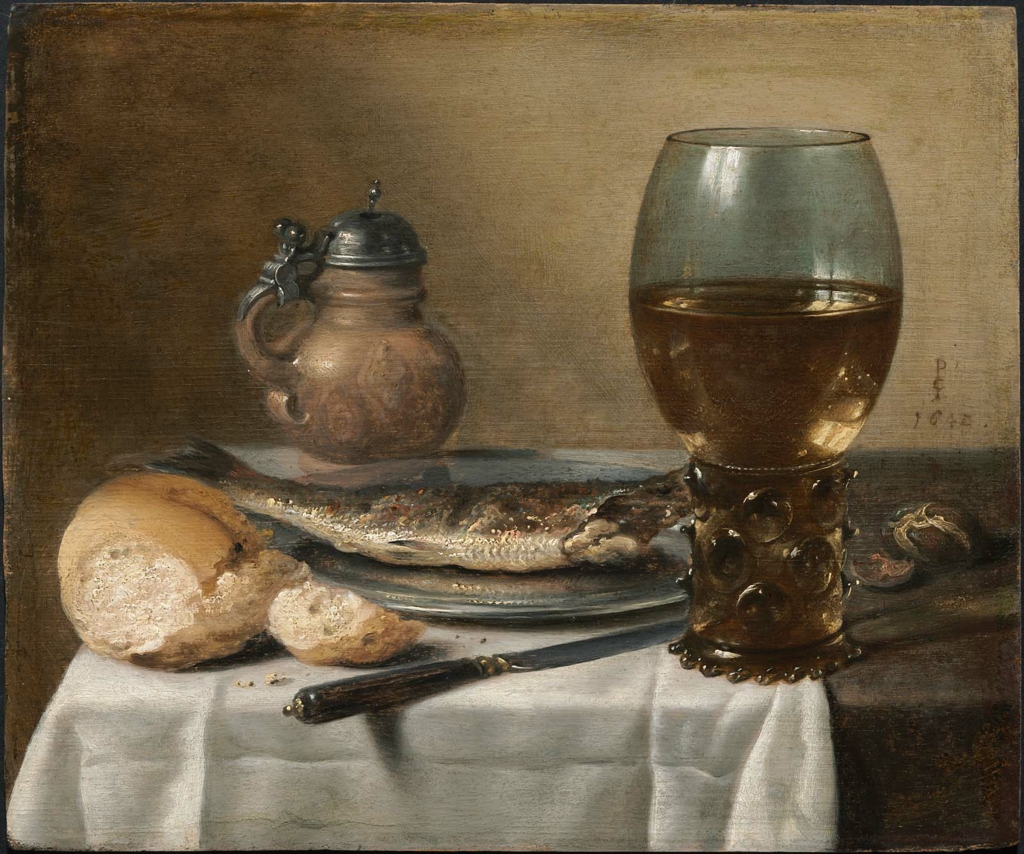
ピーテル・クラースゾーン作『Still Life with Stoneware Jug, Wine Glass, Herring, and Bread』（1642年）に見られるワイングラス

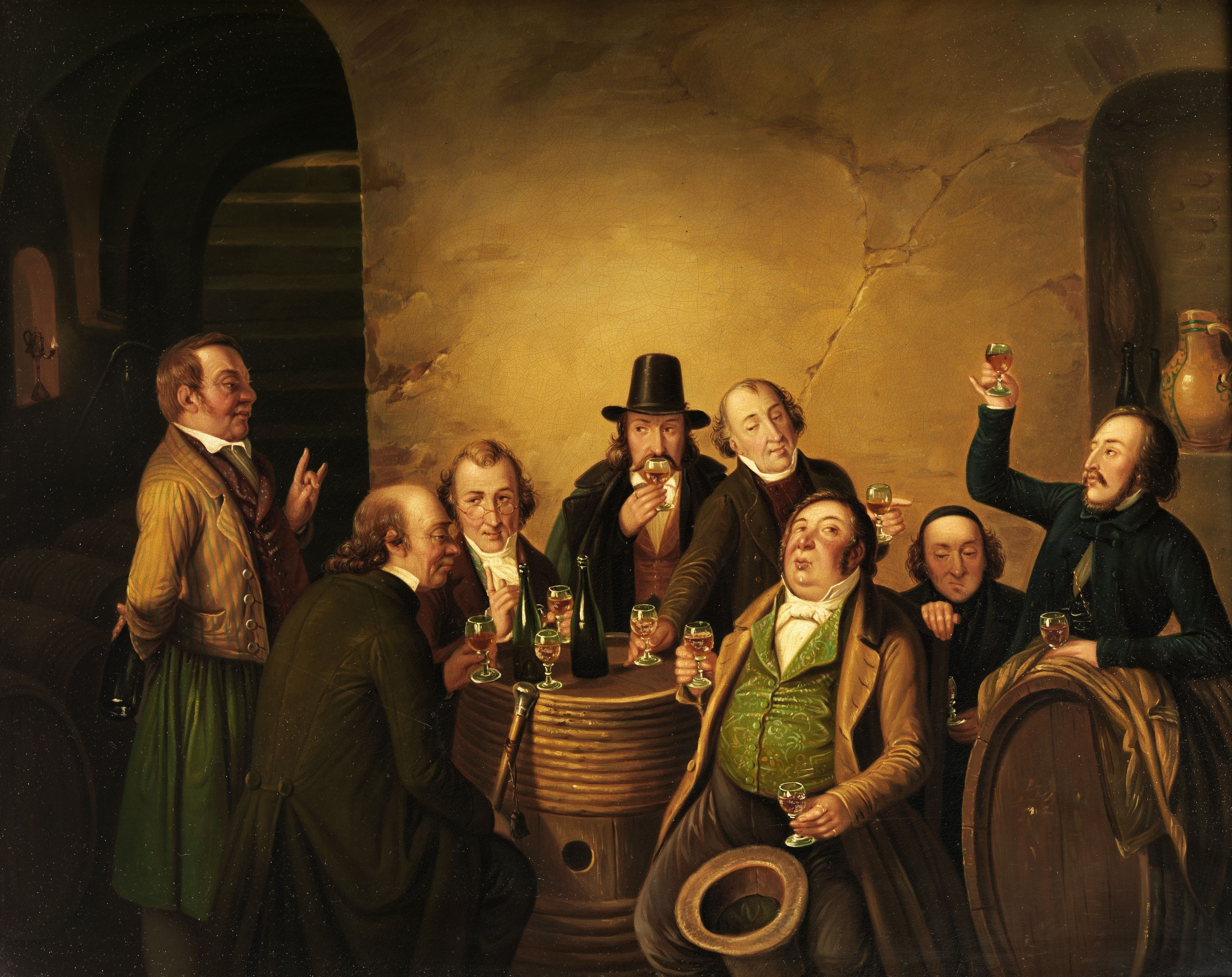
ヨハン・ペーター・ハーゼンクレヴァー作『Wine Tasting』（1843年）に見られるワイングラス

ワイングラスは、古代ローマ時代には既に存在していた。
ボウル、ステム、プレートで構成されるその形状は、キリスト教の儀式で使用される聖杯に由来するとされる。
舌は部位によって味の感じ方が異なると考えられていた。そのため、同じワインでもグラスの形状を変えてワインと舌が触れる部位を変えることによって、味の感じ方が変わることになる。リーデルは、たまたま生産した既存のものとは形状が異なる、先が広がっていない洋ナシ状のグラスが、ワインの味を変えることを発見した。ワイングラスの形状と味との間に何らかの関係があることに気づいたリーデルは、以後十数年の年月をかけて、ワイングラスの基本形を突き詰めていった。
現代の日本においては、日本酒に使われることもある。

## シャンパングラス

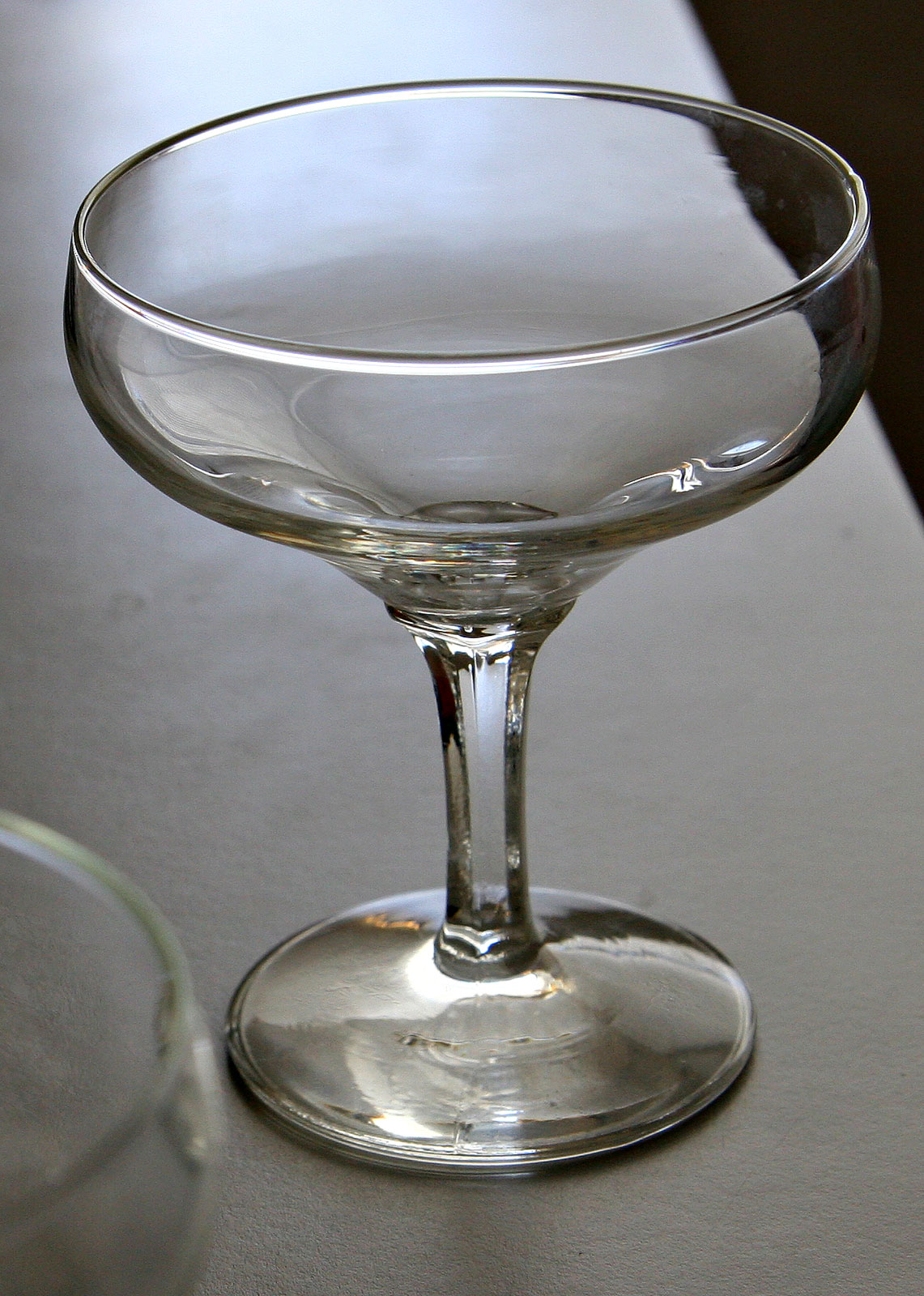
ソーサー型グラス

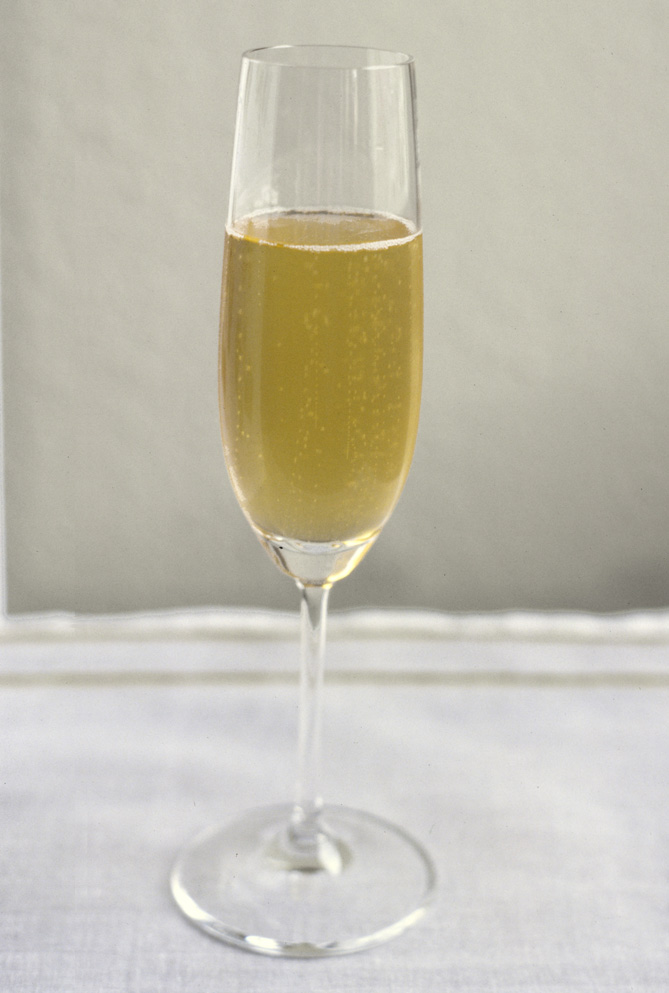
フルート型グラス

シャンパン、カバなどのスパークリングワインに使われるグラスは、かつてはホテルなどでも、口の広いソーサー型（ラッパ型）のものが多かった。ソーサー型は、短時間にスパークリングワインをついで回るのに便利で、パーティーの進捗には都合がよいのだが、すぐに「気が抜けた」状態になり、香味を楽しむには適さない。フルート型のグラスは、空気とワインが接触する面積を小さくし、炭酸ガスの発散を抑え、味を長持ちさせる。